# Natalia Ariza
Natalia Ariza (21 de fevereiro de 1991) é uma futebolista colombiana que atua como defensora.

## Carreira
Natalia Ariza integrou do elenco da Seleção Colombiana de Futebol Feminino, nas Olimpíadas de 2012.